# 7988 Pucacco
7988 Pucacco è un asteroide della fascia principale. Scoperto nel 1981, presenta un'orbita caratterizzata da un semiasse maggiore pari a 2,3598204 UA e da un'eccentricità di 0,2173934, inclinata di 2,93876° rispetto all'eclittica.
L'asteroide è dedicato all'italiano Giuseppe Pucacco, ricercatore in Astrofisica all'Università degli Studi di Roma "Tor Vergata".